# Guerre civile colombienne (1854)
Pour les articles homonymes, voir Guerre civile colombienne.
La guerre civile colombienne de 1854 est une guerre civile qui s'est déroulé en République de Nouvelle-Grenade (ancien État d'Amérique du Sud correspondant aux actuels pays de Colombie et du Panama) en 1851. Elle est la réponse populaire soutenu à la fois par les libéraux et les conservateurs contre un coup d'État orchestré par le général José María Melo le 17 avril 1854.

## Contexte

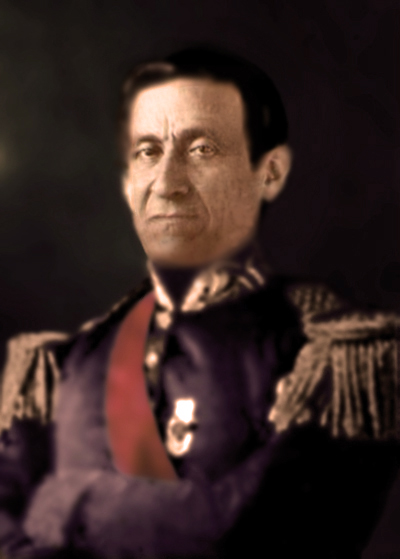
José María Melo, auteur du coup d'État qui déclenche la guerre civile de 1854.

En 1854, les libéraux sont au pouvoir en la personne du président José María Obando, qui a succédé à José Hilario López en avril 1853 face au candidat panaméen Tomás de Herrera. Une nouvelle constitution a été adoptée en 1853, qui amorce un virage idéologique pour le pays reflétant les idées libérales. 
En mars 1854, le général José María Melo, à la tête de la garnison de Bogota, est accusé de meurtre, ce qui le pousse à la rébellion armée contre le gouvernement d'Obando. Le 17 avril 1854, il dissout les Chambres, abolit la constitution et enferme le président. Lorsqu'il proclame la dictature, le pays se soulève.

## Déroulement
Avant la mise en détention du président Obando, le gouvernement et le Congrès se sont rendus à Ibagué pour lutter contre la dictature à la demande du vice-président José de Obaldía. 
En de nombreux endroits du pays, des soulèvements éclatent contre la dictature. L'ancien président José Hilario López, commandant de l'Armée du sud, bat les mélistes de Cali, Buenaventura et Cartago.
Les forces combinées de Pedro Alcántara Herrán, Tomás Cipriano de Mosquera et López parviennent à vaincre les forces de Melo à Bogotá le 4 décembre 1854. L'acte de reddition est signé dans l'actuel parc Santander.

## Conséquences
José María Melo est jugé et destitué par le Congrès. Le général Mosquera demande que Melo soit fusillé mais Herrán s'y oppose et lui impose l'exil.